# Knockando

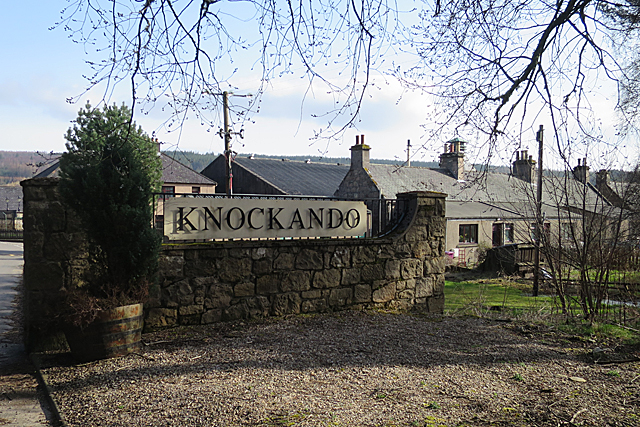

Віскікурня Knockando — це дестилерія односолодового шотландського віскі, розташованого в місті Нокандо, графство Морі, в районі виробництва віскі Стратспей в Шотландії.
Віскікурня названа на честь села, в якому вона розташована. Назва походить від шотландської гельської Cnoc Cheannachd, що означає "Пагорб торгівлі". Село є домом для кількох інших невеликих будинків і великого будинку Нокандо, і оточене лісами, в яких живуть канюки, червоні білки й козулі. 

## Історія
Віскікурня Knockando була побудована Джоном Тайтлером Томсоном у 1898 році.
У 1904 році винокурню придбав W & A Gilbey, виробник джину з Лондона. 
Нокандо був першим лікеро-горілчаним заводом у Шотландії, побудованим з електричним освітленням. У 1905 році її було під’єднано безпосередньо до залізниці Великої Північної Шотландії, яка сполучала Грантаун-он-Спей з головними містами північно-східної Шотландії. Поруч збудовано котеджі для робітників віскікурні, а також будинок митника та акцизника. 
Винокурня Нокандо стала частиною Grand Metropolitan у 1960-х роках. 
У 1997 році, після злиття Guinness plc і Grand Metropolitan, завод Knockando став частиною нової компанії Diageo. 

## Місцезнаходження
Наразі віскікурня знаходиться біля закинутої станції Далбіллі, яка розташована ближче до віскікурні Тамду. Залізниця вже давно розібрана, і тепер вона є частиною пішохідного маршруту Спейсайд. Стару станцію перейменували на станцію Тамду, оскільки її будівлі використовуються віскікурнею для проведення зустрічей. Станція Тамду ніколи не називалася станцією початкової лінії.

## Виробництво
Віскікурня Knockando є домом для знаменитої колекції бочок, які увійшли до купажу J&B Ultima у 1994 році на святкування п’ятисотріччя шотландського віскі. Цей купаж містив 128 різних сортів віскі (116 солодових і 12 зернових), і одна з цих бочок все ще дозріває на складі. 

## Зовнішні посилання
- Лістинг на whisky.com [Архівовано 11 листопада 2013 у Wayback Machine.]  </link>